# Kaznoviće
Kaznoviće (Servisch cyrillisch Казновиће) is een plaats in de Servische gemeente  Raška. De plaats telt 527 inwoners (2002).